# Municipio de Cowanshannock
El municipio de Cowanshannock (en inglés: Cowanshannock Township) es un municipio ubicado en el condado de Armstrong en el estado estadounidense de Pensilvania. En el año 2000 tenía una población de 3,006 habitantes y una densidad poblacional de 25.4 personas por km².

## Geografía
El municipio de Cowanshannock se encuentra ubicado en las coordenadas 40°48′12″N 79°17′53″O / 40.80333, -79.29806.

## Demografía
Según la Oficina del Censo en 2000 los ingresos medios por hogar en la localidad eran de $28,646 y los ingresos medios por familia eran $35,372. Los hombres tenían unos ingresos medios de $29,485 frente a los $19,145 para las mujeres. La renta per cápita para la localidad era de $13,598. Alrededor del 16,2% de la población estaban por debajo del umbral de pobreza.